# Тингута (Волгоградська область)
Тингута (рос. Тингута) — залізнична станція у Світлоярському районі Волгоградської області Російської Федерації.
Населення становить 10 осіб. Входить до складу муніципального утворення Нарімановське сільське поселення.

## Історія
Населений пункт розташований у межах українського історичного та культурного регіону Жовтий Клин.
Згідно із законом від 14 травня 2005 року № 1059-ОД органом місцевого самоврядування є Нарімановське сільське поселення.

## Населення
| 2010 |
| ---- |
| 10   |